# 赫盧什基夫卡
49°35′12″N 37°42′37″E / 49.58667°N 37.71028°E
赫盧什基夫卡（烏克蘭語：Глушківка）是位於烏克蘭東部的村莊，由哈爾科夫州庫皮揚斯克區的庫里利夫卡市鎮負責管轄。該村始建於十八世紀，面積2.7平方公里，海拔高度98米，2001年人口880，人口密度每平方公里325.9人。